# Rannametsa jõgi
Rannametsa jõgi (Rannametsaån) är ett vattendrag i sydvästra Estland. Det ligger i landskapet Pärnumaa, 150 km söder om huvudstaden Tallinn. Ån är 31 km lång. Dess utflöde är i Rigabukten vid byn Rannametsa i Häädemeeste kommun. Källan ligger vid byn Reinu i Saarde kommun. Arakaoja är ett sydligt biföde och Timmkanal är ett nordligt som förbinder Rannametsa jõgi med Ura jõgi.